# Engelse tijd op IJsland
De Engelse tijd op IJsland is het tijdperk in de IJslandse geschiedenis van 1350 tot 1550. Tijdens deze twee eeuwen hadden Engelsen een grote invloed en soms zelfs macht op het eiland, dat staatkundig tot het Koninkrijk Noorwegen, in 1397-1536 bij de Unie van Kalmar en ten slotte bij Denemarken-Noorwegen hoorde. 

## Ontstaan
Sinds het einde van de Sturlungtijd in 1262 viel IJsland onder het gezag van de Noorse koning. Het handelsverkeer van en naar IJsland ging vooral met Noorwegen, waar goederen te koop waren die op IJsland niet vervaardigd konden worden. De invoer bestond voornamelijk uit meel, linnen en zijden goederen, bier, wijn, hout, metalen gereedschappen en gebruiksvoorwerpen en wapens. De Noors-IJslandse band was ook heel sterk omdat de meeste IJslandse nederzetters oorspronkelijk uit Noorwegen kwamen (zo'n 85%), en er zodoende veel overzeese verwant- en vriendschappen waren.
Toen in 1349-'50 de Zwarte Dood woedde in Noorwegen, eiste zeer veel slachtoffers onder de bevolking; de scheepvaart en daarmee de handel met IJsland viel nagenoeg stil, zodat er op het afgelegen eiland al snel schaarste ontstond. Om hun noodzakelijke goederen te bekomen, wendden de IJslanders zich tot Engeland.